# Karl Joseph Kuwasseg
Pour les articles homonymes, voir Kuwasseg.

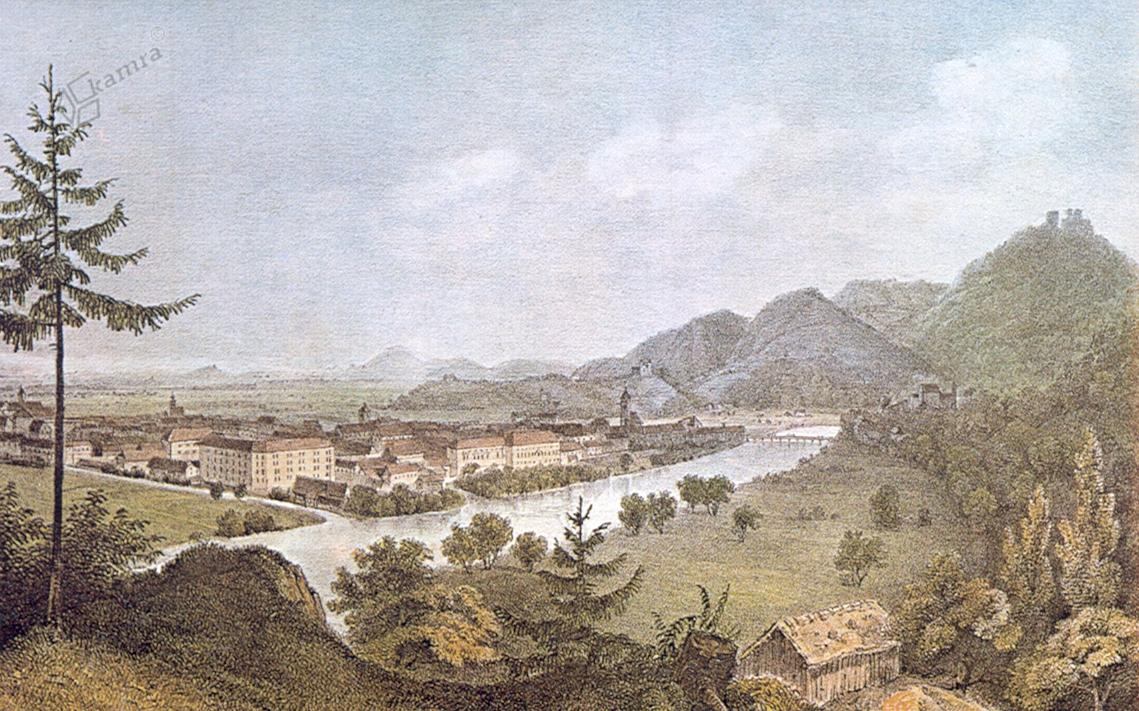
Vue de Celje (Slovénie)

Karl Joseph Kuwasseg, alias Charles Joseph Kuwasseg, né le 20 mars 1802 à Trieste (Empire d'Autriche) et mort le 29 janvier 1877 à Nanterre, est un artiste peintre paysagiste autrichien naturalisé français,.

## Biographie
Après avoir étudié la peinture à Vienne, où il s'initie à l'art de l'aquarelle, Charles Joseph Kuwasseg accompagne le Comte de Schomburg dans ses voyages à travers l'Europe et l'Amérique. Installé à Paris en 1830, il obtient la nationalité française en 1867. Il expose régulièrement au Salon de 1833 à sa mort, et y reçoit une Médaille de 3e classe lors du Salon de 1845. Spécialiste des paysages, il réalise des huiles et des aquarelles représentant des vues de France, d'Angleterre, du Tyrol, d'Illyrie et d'Amérique du Sud.
Charles Joseph Kuwasseg est le pivot d'une dynastie familiale d'artistes peintres. Ses frères Josef Kuwasseg et Leopold Kuwasseg sont tous les deux peintres et lithographes. Les deux enfants issus de son union avec Marie-Victoire Lebrun suivent également la tradition familiale. Son fils, le paysagiste Charles Euphrasie Kuwasseg, est le représentant le plus connu de la lignée. De son côté, sa fille Eugénie Augustine Rosa Kuwasseg (née à Draveil le 7 février 1837) a elle aussi eu une activité d'artiste peintre.

## Œuvres
- Un paysage du Tyrol signé de sa main est exposé dans les collections du Victoria & Albert Museum[4].
- Parmi les œuvres référencées sous le nom de son fils Charles Euphrasie Kuwasseg par le catalogue Joconde, une au moins semble peut-être pouvoir lui être restituée du fait de sa date de réalisation : une Vue de Montagne signée C.K., Musée des beaux-arts de Dole.